# Даријенски залив
Даријенски залив (енгл. Gulf of Darién, шп. Golfo de Darién), најјужнији део Карипског мора, између обале Панаме на западу и Колумбије на истоку.

## Географија

### Залив Ураба
Најјужнији део Даријенског залива познат је као залив Ураба, који у потпуности припада Колумбији. На његовој источној обали налази се лука Турбо. На обалама залива Ураба налазиле су се прве шпанске колоније у Јужној Америци, Сан Себастијан де Ураба (основан 1509) и Санта Марија ла Антигва дел Даријен (основана 1510).